# Oswald Pohl
Oswald Ludwig Pohl (Duisburg, 30 juni 1892 - Landsberg, 7 juni 1951) was een SS-Obergruppenführer, generaal in de Waffen-SS en oorlogsmisdadiger. Als leider van het SS-hoofdbureau voor economische en administratieve zaken (''Wirtschafts- und Verwaltungshauptamt'', WVHA) was generaal Pohl nauw betrokken bij de Holocaust. Hij oefende toezicht uit op de concentratiekampen (Auschwitz inbegrepen), rationaliseerde de genadeloze uitbuiting van gevangenen en dwangarbeiders en werkte mee bij de massamoord op de Hongaarse Joden (Aktion Höss).  
Generaal Pohl werd vanwege oorlogsmisdaden ter dood veroordeeld tijdens Rechtszaak IV (Proces Wirtschafts- und Verwaltungshauptamt der SS) van de processen van Neurenberg in 1947. Na vele pogingen zijn hoofd uit de strik te houden, onderging hij in 1951 in de Gevangenis van Landsberg de dood door ophanging.  
Pohls vrome tractaatje "Credo, mijn weg naar God", uitgebracht in 1950, werd hoofdzakelijk door de gevangenisaalmoezenier vervaardigd (zie externe link), in een klaarblijkelijke poging de voltrekking van het doodvonnis af te wenden.

## Carrière
Pohl bekleedde verschillende rangen in zowel de Allgemeine-SS als Waffen-SS. De volgende tabel laat zien dat de bevorderingen niet synchroon liepen.
| Datum                                              | Kaiserliche Marine             | Reichsmarine           | Sturmabteilung     | Kriegsmarine           | Allgemeine-SS        | Waffen-SS                                        | Duitse Rode Kruis      |
| -------------------------------------------------- | ------------------------------ | ---------------------- | ------------------ | ---------------------- | -------------------- | ------------------------------------------------ | ---------------------- |
| 1 april 1912                                       | Marine-Zahlmeisteranwärter     | —                      | —                  | —                      | —                    | —                                                | —                      |
| 1 oktober 1912                                     | Marine-Zahlmeisteroberanwärter | —                      | —                  | —                      | —                    | —                                                | —                      |
| Oktober-december 1912                              | Halbflottilen-Zahlmeister      | —                      | —                  | —                      | —                    | —                                                | —                      |
| 1 april 1913                                       | Marinezahlmeisterapplikant     | —                      | —                  | —                      | —                    | —                                                | —                      |
| 1 april 1914                                       | Marinezahlmeisteroberapplikant | —                      | —                  | —                      | —                    | —                                                | —                      |
| 1 augustus 1916                                    | Schiffs-Zahlmeister            | —                      | —                  | —                      | —                    | —                                                | —                      |
| 1 april 1918                                       | Divisions-Zahlmeister          | —                      | —                  | —                      | —                    | —                                                | —                      |
| 1 mei 1925                                         | —                              | Marine-Oberzahlmeister | —                  | —                      | —                    | —                                                | —                      |
| Januari 1932                                       | —                              | —                      | SA-Scharführer     | —                      | —                    | —                                                | —                      |
| Februari 1932                                      | —                              | —                      | SA-Truppführer     | —                      | —                    | —                                                | —                      |
| 2 augustus 1932 (Patent verkregen op 1 juni 1931)  | —                              | —                      | SA-Sturmführer     | —                      | —                    | —                                                | —                      |
| 1 juni 1933 (met Patent van 9 november 1932)       | —                              | —                      | SA-Obersturmführer | —                      | —                    | —                                                | —                      |
| 2 augustus 1933                                    | —                              | —                      | SA-Sturmbannführer | —                      | —                    | —                                                | —                      |
| 31 december 1933                                   | —                              | —                      | —                  | Marinestabszahlmeister | —                    | —                                                | —                      |
| Januari 1934                                       | —                              | —                      | —                  | Oberleutnant Zur See   | —                    | —                                                | —                      |
| 12 maart 1934 (met ingang van 1 februari 1934)     | —                              | —                      | —                  | —                      | SS-Standartenfuhrer  | —                                                | —                      |
| 29 augustus 1934 (met Patent van 9 september 1934) | —                              | —                      | —                  | —                      | SS-Oberführer        | —                                                | —                      |
| 1 juni 1935                                        | —                              | —                      | —                  | —                      | SS-Brigadeführer     | —                                                | —                      |
| 30 januari 1937                                    | —                              | —                      | —                  | —                      | SS-Gruppenführer     | Generalleutnant in de Waffen-SS                  | —                      |
| 30 januari 1938                                    | —                              | —                      | —                  | —                      | —                    | —                                                | DRK-Generalhauptführer |
| 21 juni 1940                                       | —                              | —                      | —                  | —                      | —                    | Generalleutnant der Verfügungstruppe (Waffen-SS) | —                      |
| 20 april 1942                                      | —                              | —                      | —                  | —                      | SS-Obergruppenführer | Generaal in de Waffen-SS                         | —                      |

## Lidmaatschapsnummers
- NSDAP-nr.: 30 842[14][1] (lid geworden 2 juli 1922[16], opnieuw lid 22 februari 1926[17])
- SS-nr.: 147 614[14][1] (lid geworden 12 maart 1934, met ingang vanaf 1 februari 1934[7])

## Onderscheidingen
Selectie:
- IJzeren Kruis 1914, 2e Klasse[14][8]
- Ridderkruis van het Kruis voor Oorlogsverdienste op 10 oktober 1944[1] als Chef SS-WVHA[4][18]
- Kruis voor Oorlogsverdienste, 1e Klasse[1](30 januari 1942[4][18]) en 2e Klasse[1] (1940[4][18]) met Zwaarden
- Duitse Kruis in zilver op 1 juli 1943 als Chef SS-WVHA[19][18]
- Gouden Ereteken van de NSDAP[1] op 5 januari 1934[4][8]
- Dienstonderscheiding van de NSDAP in goud[4]
- Ehrenwinkel der Alten Kämpfer in februari 1934[8]
- Ereteken van het Duitse Rode Kruis, 1e Klasse[4][8]

## Afkorting
- mit der Führung beauftragt (m.d.F.b.) - vrije vertaling: met het leiderschap belast